# Shoo-Be-Doo-Be-Doo-Da-Day
A Place in the Sun è una canzone del 1968 registrata da Stevie Wonder per l'etichetta Tamla e scritta da Wonder, Sylvia Moy ed Henry Cosby. Fu estratta come primo singolo dall'album For Once in My Life

## Tracce
7" Single
1. Shoo-Be-Doo-Be-Doo-Da-Day
2. Why Don't You Lead Me

## Classifiche
| Classifica (1968)      | Posizione più alta |
| ---------------------- | ------------------ |
| U.S. Billboard Hot 100 | 9                  |
| U.S. R&B Chart         | 1                  |